# Mémoire à court terme
 (avril 2021).
 (avril 2021).
La mémoire à court terme (MCT) désigne en psychologie le type de mémoire qui permet de retenir et de réutiliser une quantité limitée d'informations pendant un temps relativement court, environ une demi-minute. Un grand nombre de recherches en psychologie cognitive ont cherché à déterminer les caractéristiques (capacité, durée, fonctionnement) et le rôle de la mémoire à court terme dans la cognition.

## Introduction et historique
Le concept de mémoire à court terme est assez ancien en psychologie scientifique. William James dans ses Principles of psychology (1890) distingue déjà ce qu'il appelle la mémoire primaire de la mémoire secondaire. Cette mémoire primaire serait capable de retenir un petit nombre d'informations, immédiatement présentes à l'esprit, alors que la mémoire secondaire contient un nombre pratiquement illimité de connaissances qui nécessitent cependant un effort pour être rappelées.
À la même époque cette distinction se retrouve aussi dans les travaux de l'Allemand Hermann Ebbinghaus, souvent considéré comme le fondateur de l'étude expérimentale de la mémoire ou de l'Anglais Francis Galton qui considère lui aussi qu'il existe une sorte de mémoire à court terme, liée à l'expérience consciente de l'activité mentale :

« 
There seems to be a presence-chamber in my mind where full consciousness holds court, and where two or three ideas are at the same time in audience, and an ante-chamber full of more or less allied ideas, which is situated just beyond the full ken of consciousness, Out of this ante-chamber the ideas most nearly allied to those in the presence chamber appear to be summoned in a mechanically logical way, and to have their turn of audience.
 »

Au cours du XXe siècle, l'étude de la mémoire sera quelque peu laissée en sommeil, particulièrement dans les universités américaines dominées par le béhaviorisme. À l'époque, l'étude scientifique des processus cognitifs est réputée impossible et les psychologues se concentrent pour la plupart sur l'observation du comportement. Les phénomènes relevant de la mémoire sont regroupées sous l'étiquette apprentissage en se gardant bien d'évoquer toute représentation mentale intermédiaire entre le stimulus et la réponse associée. Certains chercheurs comme Bartlett font cependant exception dans ce paysage mais ils s'occupent plus de mémoire à long terme que de mémoire à court terme.
Au début des années 1960, alors que la révolution cognitive prend forme, l'intérêt pour la mémoire augmente et un débat important oppose les partisans d'une mémoire unitaire aux tenants de l'existence de deux systèmes distincts. Si l'école américaine représentée par Melton compte encore aujourd'hui quelques fidèles le consensus semble s'établir en faveur de l'existence d'une mémoire à court terme distincte des processus de mémoire à long terme.
Ces résultats expérimentaux sont théorisés par Atkinson et Schiffrin dans leur modèle modal de la mémoire. La mémoire à court terme est l'un des composants essentiels de ce modèle et agit comme une antichambre vers la mémoire à long terme. En effet, la probabilité de mémorisation à long terme dépend dans ce modèle du temps passé en mémoire à court terme.

## Preuves expérimentales de l'existence de la mémoire à court terme
Plusieurs types de preuves sont avancées en faveur de l'existence de la mémoire à court terme. Les plus importantes sont l'existence de l'effet de récence, la forme du codage en mémoire à court terme, les résultats aux tâches d'empan mnésique et les troubles spécifiques de certains patients cérébrolésés.

### Effet de récence
L'effet de récence désigne la facilité à rappeler les derniers éléments d'une liste de stimuli. Postman & Phillips (1975) et Glanzer & Cunitz (1966) ont présenté des listes de mots de différentes longueur puis ont demandé à leurs sujets de rappeler les mots dont ils se souvenaient dans l'ordre qu'ils souhaitaient (rappel libre). Quand le rappel a lieu immédiatement les premiers et les derniers éléments de la liste ont le plus de chance d'être rappelés tandis que peu de sujets se souviennent du milieu de la liste. Quand le rappel a lieu après 15 ou 30 secondes, seuls les éléments du début de la liste ont une forte probabilité de rappel.
Les auteurs interprètent ces expériences comme une preuve de l'existence d'une mémoire à court terme (short-term store) responsable de l'effet de récence. Alors que le début de la liste serait rappelé de la mémoire à long terme (effet de primauté) et donc encore disponible après 30 secondes, la fin de la liste serait stockée en mémoire à court terme et disparaitrait rapidement après la présentation.

### Forme du codage en mémoire à court terme
Un autre argument empirique en faveur de l'existence de la mémoire à court terme est la différence de la forme de codage des informations dans cette mémoire à court terme et en mémoire à long terme. Conrad et Hull (1964) ont ainsi montré que le codage en mémoire à court terme est de nature phonologique. L'expérience décrite consiste à demander à des sujets de mémoriser puis de rappeler des séquences de lettres correspondant à des numéros de téléphone. On constate que les erreurs les plus fréquentes sont des confusions entre des lettres à la prononciation similaire (B et V par exemple) même si les stimuli sont présentés sous forme visuelle (c’est-à-dire que les lettres lues sont recodées sous forme acoustique). 
Dans deux articles publiés en 1966, Baddeley compare les performances de mémorisation à court terme et à long terme de quatre types de listes de mots. Le premier type de liste est constitué de mots phonologiquement proches (mad, man, cap, can, map) mais sémantiquement sans rapport. Le deuxième type de liste à l'inverse en constitué de mots dissemblables sur le plan phonologique (pen, day, rig, bar, sup). Le troisième type de liste est composé de mots sémantiquement proches (big, huge, great, long, tall) alors que le quatrième type de liste est constitué de mots sans rapports sémantique particulier (old, late, thin, wet, hot).
Les résultats montrent des écarts de performances entre les listes différents selon le type de tâche (mémoire à long terme ou à court terme). Pour la tâche de mémoire à court terme (rappel ordonné immédiat de liste de 5 mots) le premier type de listes présente de grosses difficultés (10 % de rappel correct) alors qu'aucune différence n'apparait entre les trois autres listes. Pour la tâche de mémoire à long terme (rappel différé d'une liste de 10 mots) les performances aux deux premiers types de listes ne différent pas significativement alors qu'un écart net est constaté entre les troisièmes (mots sémantiquements proches) et quatrième (mots sans rapport sémantique) listes. Ces résultats suggèrent l'utilisation de deux codages distincts pour les tâches de mémoire à court terme et à long terme et donc potentiellement l'existence de deux systèmes différents.

### Empan mnésique
Un troisième type de résultat expérimental est également avancé en faveur de la mémoire à court terme : l'existence d'un empan mnésique limité. L'empan mnésique désigne le nombre d'éléments (en général des chiffres) que l'on peut restituer immédiatement après les avoir entendus.
Une expérience classique consiste à lire une liste de chiffres, à une vitesse donnée (par exemple un par seconde) puis à demander au sujet de les restituer dans l'ordre. Quand la liste contient moins de 5 éléments, le rappel ne pose normalement pas de problème. Au-dessus de 7 éléments il devient beaucoup plus difficile.
Le fameux article de George A. Miller (1956), The Magical Number Seven, Plus or Minus Two passe en revue une série de résultats qui laissent à penser que la capacité de la mémoire à court terme serait en moyenne de 5 à 9 éléments (7 éléments plus ou moins 2).

### Neuropsychologie
Une autre série de preuves en faveur de l'existence d'une mémoire à court terme distincte de la mémoire à long terme provient de la neuropsychologie et de l'étude de patients amnésiques.
L'un de ces patients est le cas H.M. étudié par Milner (1966). H.M. a subi une exérèse bilatérale de l'hippocampe afin de réduire les violentes crises de l'épilepsie dont il souffrait. Après cette opération, H.M est devenu sévèrement amnésique. Il se souvenait encore d'événements de sa vie passée mais ne pouvait plus retenir d'informations nouvelles. Un psychologue pouvait par exemple venir le matin lui faire subir une batterie de tests, il ne le reconnaitrait plus l'après-midi et n'aurait aucun souvenir de la matinée. En revanche, H.M. présentait des performances tout à fait normales aux tâches d'empan mnésique ce qui suggère une mémoire à court terme intacte.
Un cas inverse est décrit par Shallice et Warrington (1970). K.F. avait subi une lésion cérébrale et ne pouvait plus mémoriser que deux ou trois chiffres à la fois. Malgré sa mémoire à court terme sévèrement endommagée, K.F. a une capacité d'apprentissage à long terme importante.
Si chacun de ces cas pris isolément ne prouve pas nécessairement l'existence de deux mémoires distinctes, la double-dissociation entre performance aux tâches de mémoire à court terme et à long terme a convaincu les neuropsychologues de l'existence de la mémoire à court terme.

## Mémoire à court terme et mémoire de travail
Alan Baddeley propose un modèle fonctionnel de la mémoire à court terme appelé mémoire de travail. Celle-ci est organisée en un centre exécutif, chargé de gérer les ressources attentionnelles, et deux sous-systèmes de capacité et de structures différentes. 
Le premier sous-système est appelé boucle phonologique et emprunte à un fonctionnement de la mémoire lexicale avec une autorépétition à voix basse (subvocalisation) avec toutes les stratégies inhérentes de rétention de l'information lexicale. L'autorépétition peut significativement augmenter la durée de rétention des informations.
Le second sous-système est appelé calepin visuo-spatial, fonctionnant en relation à la mémoire imagée.
C'est le centre exécutif, aussi appelé processeur central, qui alloue et répartit informations, attention pour les tâches actives en mémoire.
On parle de concurrence cognitive lorsque deux tâches utilisent les mêmes ressources attentionnelles et par là même se concurrencent en mémoire de travail de façon remarquable sur les performances.

## Mémoire de court terme et vieillissement
La mémorisation de court terme (mémoire de travail, généralement de quelques secondes ; vitale pour les activités de planification, de comptage, composer un code ou un n° de téléphone) est associée dans les neurones de certaines régions du cerveau à des rafales d'activation coordonnées mobilisant des millions de neurones, formant des ondes électriques. Le cortex préfrontal et temporal sont principalement concernés. 
Avec l'âge, les ondes cérébrales liées à la mémoire de court terme se découplent, ce qui brouille cette mémoire, mais Robert Reinhart (neuroscientifique à l'Université de Boston) a récemment montré (publication 2019) qu'une faible stimulation électrique adéquate des cerveaux âgés aide au recouplage de ces ondes, ce qui améliore la mémoire à court terme - pendant presque une heure, et au moins temporairement. 
On n'avait jamais réussi par simple stimulation transcrânienne à rétablir la mémoire de travail de personnes âgées ; cette découverte ouvre des portes pour d'éventuels nouveaux traitements du déficit de la mémoire de travail lié à l'âge. Inversement, découpler électriquement les ondes cérébrales préfrontale et temporales diminue la mémoire à court terme de personnes jeunes et en bonne santé. Des études complémentaires sont nécessaires pour mesurer la durée exacte du bénéfice en termes de renforcement cognitif, mieux en comprendre le mécanisme et vérifier qu'il n'a pas d'effets collatéraux inattendus.

## Pour en savoir plus